# Ipotesi naturale sugli UFO
Per ipotesi naturale sugli UFO si intende l'ipotesi secondo cui gli UFO sarebbero osservazioni non ben interpretate di fenomeni naturali o di oggetti di origine umana.

## Origine e sostenitori della teoria
La teoria è stata proposta nel 1953 dall’astrofisico statunitense Donald Menzel in alternativa all'ipotesi extraterrestre, i cui fautori affermavano all'epoca che gli UFO erano veicoli provenienti dallo spazio perché mostravano di avere capacità che oltrepassavano qualsiasi cosa che l'uomo potesse concepire. Secondo l'astrofisico, è molto probabile che nell'universo possa esistere vita intelligente e non è impossibile che astronavi extraterrestri possano arrivare sulla Terra, ma le grandi distanze da percorrere, anche a velocità vicine a quella della luce, rendono il tempo del viaggio troppo lungo, per cui quest'eventualità è improbabile. Inoltre, non è logico che eventuali extraterrestri visitino la Terra per anni senza decidersi a contattare qualche autorità governativa o scientifica. Pertanto è molto più probabile che per gli avvistamenti di UFO esistano spiegazioni naturali. Quest'idea è sostenuta dall'esame dei rapporti di avvistamenti dell'USAF, da cui si rileva che il 90% degli avvistamenti si può spiegare con oggetti materiali nell'atmosfera (aerei, palloni sonda, nuvole come l'Altocumulus lenticularis, stormi di uccelli, ecc.), con corpi celesti (pianeti, meteore, ecc.), con fenomeni naturali (miraggi, pareli, paraseleni, fuochi fatui, ecc.) e in qualche caso con falsificazioni deliberate. Anche le presunte alte velocità e straordinarie capacità di manovra degli UFO avrebbero spiegazioni naturali. L'USAF ha inoltre trascurato gli aspetti psicologici della questione, per cui una parte degli avvistamenti non spiegati (soprattutto quelli in cui non ci sono riscontri fisici) potrebbero essere allucinazioni di massa. Per quanto riguarda i casi non spiegati, una parte di essi non può essere risolta a causa di dati scarsi o insufficienti. Non ci sono comunque prove a sostegno dell'origine extraterrestre degli UFO, che per Menzel sarebbero una sorta di mito moderno.
La teoria di Menzel ha avuto il sostegno di molti scienziati tra cui l'astronomo Carl Sagan, che ha rilevato che i rapporti sugli avvistamenti di UFO presentano una grande variabilità, che fa pensare che tali oggetti non abbiano un'origine comune. Spesso inoltre le osservazioni sono riferite in modo approssimativo e le testimonianze sono dissimili o addirittura inconciliabili, per cui non è facile trarre delle conclusioni. Anche Sagan ritiene che la maggior parte degli UFO sia riconducibile a oggetti artificiali o fenomeni naturali, interpretati dagli osservatori in modo errato. Secondo lo scienziato, è improbabile che i casi non spiegati abbiano un'origine extraterrestre a causa delle grandi distanze da percorrere: se nella nostra Galassia esistessero un milione di civiltà extraterrestri tecnologicamente avanzate e se ciascuna di esse lanciasse ogni anno un veicolo interstellare, il nostro sistema solare potrebbe essere visitato solo una volta ogni 100.000 anni. Anche per Sagan non ci sono prove sull’origine extraterrestre degli UFO, che sarebbe una credenza basata non su aspetti scientifici, ma su bisogni religiosi insoddisfatti.

## Evoluzione della teoria
Nella seconda metà degli anni settanta, lo sviluppo dell’ipotesi psicosociale sugli UFO ha assorbito l'approfondimento degli aspetti psicologici evidenziati da Menzel e Sagan (allucinazioni di massa, ecc.), per cui l'ipotesi naturale si è concentrata esclusivamente sui fenomeni naturali. A quelli citati da Menzel e Sagan se ne sono aggiunti altri, frutto di nuove scoperte (es. spettri rossi e luci telluriche) o ipotesi, tra cui quelle di Albert Budden (che ha ipotizzato la formazione di nubi di plasma causate da fenomeni elettrici) e Peter F. Coleman, che ha avanzato l'ipotesi che alcuni UFO potrebbero essere spiegati da palle di fuoco che si svilupperebbero per combustione di gas all'interno di vortici atmosferici.
Nel 2004 il giornalista scientifico francese Claude Maugé ha proposto di riunire l’ipotesi naturale e l’ipotesi psicosociale nella "Teoria riduzionista composita sugli UFO", in modo da integrare gli aspetti psico-sociali, naturali e convenzionali del fenomeno UFO in un'unica ipotesi alternativa all'ipotesi extraterrestre e all'ipotesi parafisica sugli UFO.

## Critiche
Secondo il fisico James McDonald, l'ipotesi extraterrestre rimane valida perché potrebbe spiegare meglio dell'ipotesi naturale alcuni casi non risolti di avvistamenti di UFO. Il fisico riconosce comunque che si tratterebbe solo di un'ipotesi di lavoro, dal momento che non vi sono prove certe sull'origine extraterrestre degli UFO.
Per il fisico nucleare e ufologo Stanton T. Friedman, l’ipotesi extraterrestre non andrebbe usata per spiegare tutti i casi di avvistamenti di UFO, ma solo una parte di essi. Friedman non condivide le valutazioni pessimistiche di Carl Sagan sulla possibilità di visite extraterrestri al nostro pianeta e ritiene che le astronavi aliene possano provenire da un sistema solare non troppo lontano dal nostro per cui, anche a velocità non superiori a quelle della luce, il tempo di durata del viaggio sarebbe ragionevole.